# Museo cantonale di storia naturale di Lugano
Il Museo cantonale di storia naturale di Lugano è attualmente il polo più importante del Canton Ticino nei campi della mineralogia e petrografia, paleontologia, geologia, zoologia dei vertebrati, zoologia degli invertebrati, botanica e micologia.

## Storia
Con il nome di "Gabinetto di storia naturale", il museo nacque nel 1853 presso il liceo di Lugano da un'idea e da una parte delle collezioni del politico e naturalista Luigi Lavizzari come progetto per un eventuale "museo patrio". In seguito a donazioni e acquisizioni, all'inizio del Novecento si potevano contare nelle sue teche più di 10.000 pezzi. Nel 1904 la raccolta venne trasferita nell'attuale sede del Liceo.

Il 1979 segnò una data importante per il museo: dopo aver raggiunto i 100.000 reperti, venne aperto al pubblico come esposizione permanente e le sue competenze furono ampliate per comprendere anche gli aspetti della ricerca e della protezione naturalistica. Nel 1990, con la creazione dell'Ufficio della natura e del paesaggio, gli vennero affidati i seguenti compiti: ricerca, conservazione, documentazione, divulgazione, formazione e consulenza.

Attualmente, su una superficie espositiva di 1100 m2, vi trovano posto oltre mezzo milione di reperti.

## Esposizione
Gran parte dell'esposizione è occupata da ricostruzioni dei biotopi locali e vi trova posto anche una vetrina contenente gli animali scomparsi dal Canton Ticino.

I temi in mostra riguardano pure la micologia e la mineralogia, con 13 vetrine dedicate a pietre e minerali autoctoni.

Di grande interesse è la sezione dedicata ai resti fossili locali, che partono dal periodo Carbonifero passando per il Triassico (come i fossili del Monte San Giorgio, quando il territorio ticinese era in gran parte sommerso dall'oceano Tetide), il Giurassico, il Cretaceo, per finire con reperti dell'epoca del Pliocene e del più recente periodo Quaternario.

## Galleria d'immagini

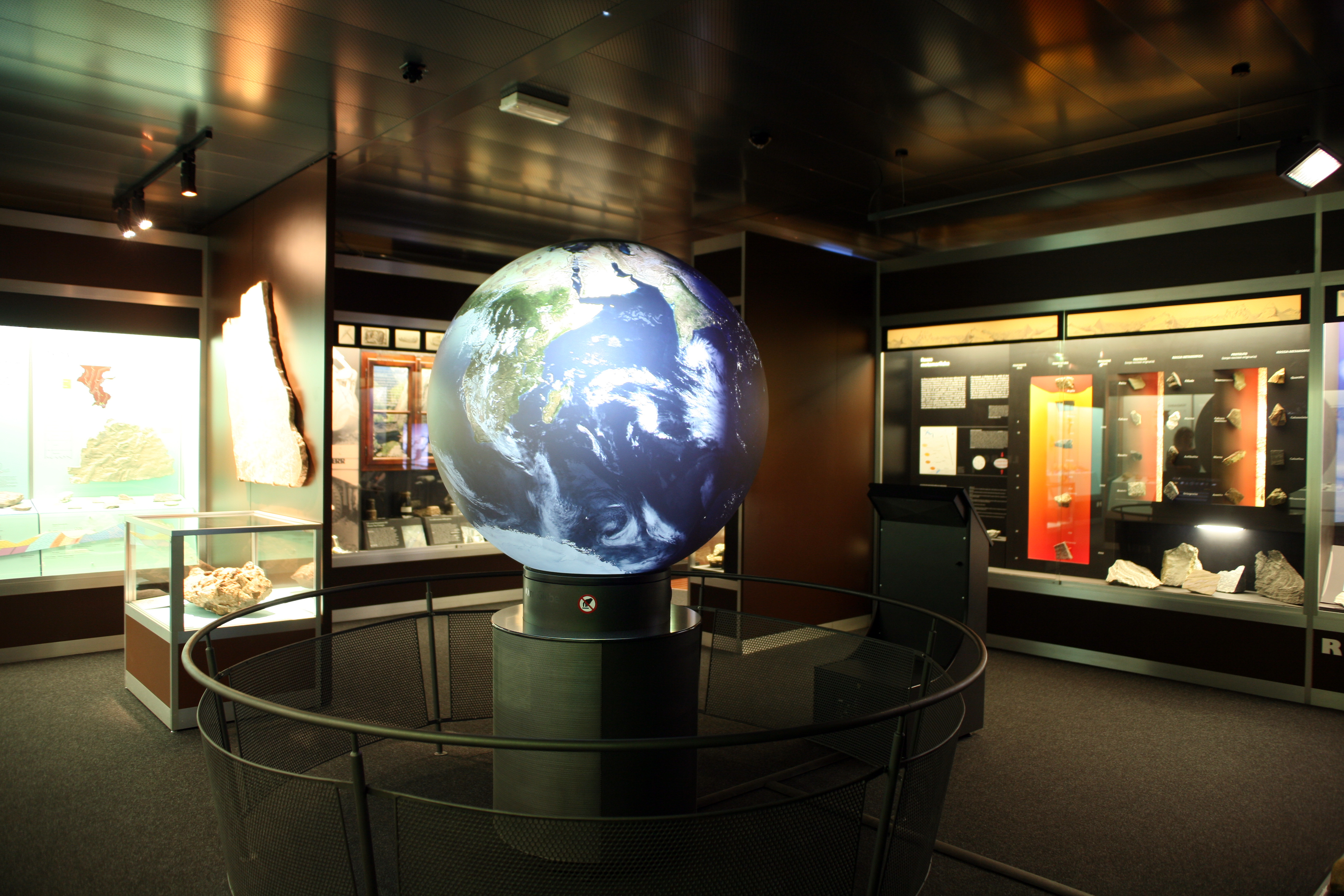
Omniglobe